# Zweite Marcellusflut

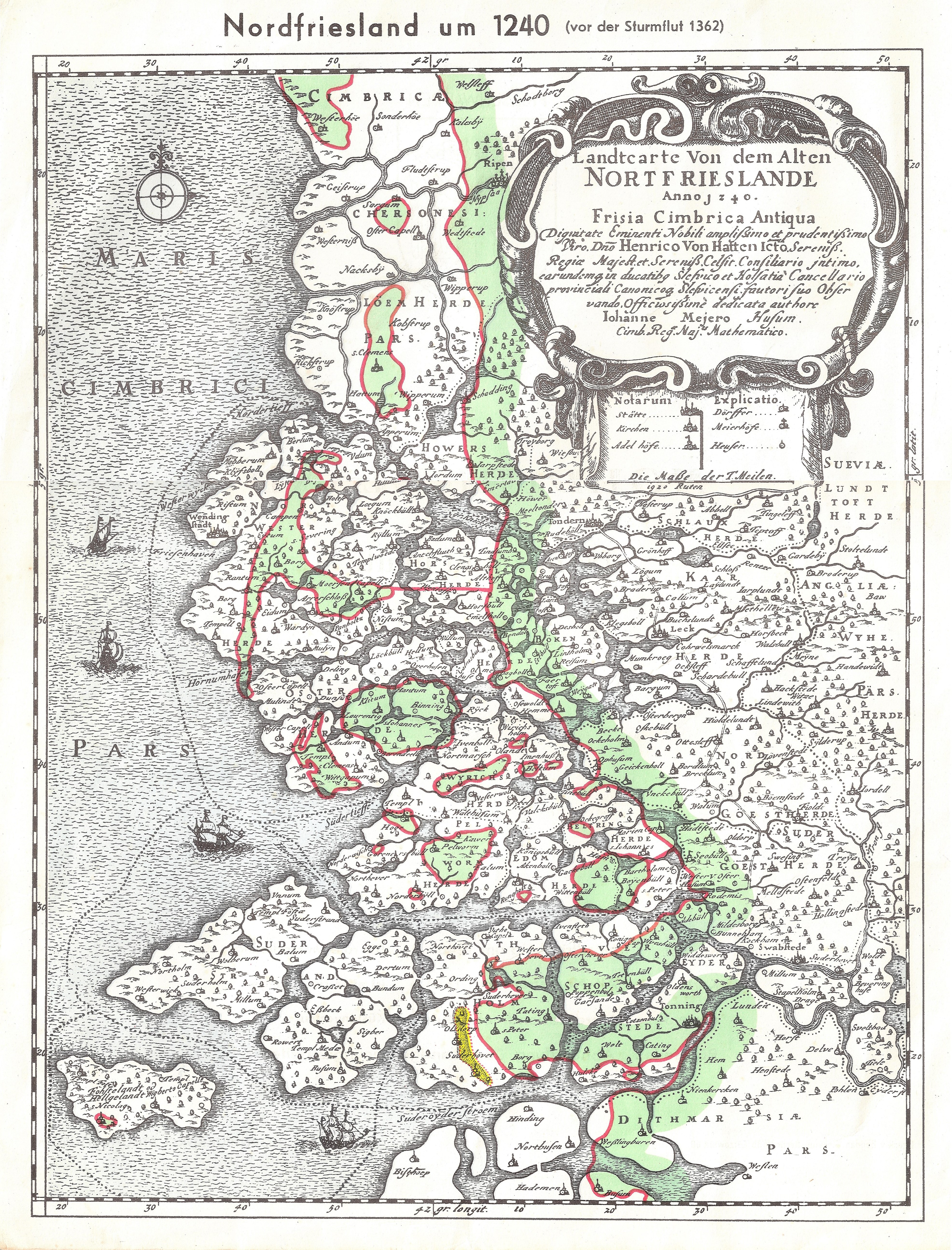
Rekonstruierter Küstenverlauf um 1240 (vor der Sturmflut 1362) auf der 1649 herausgegebenen Nordfriesland-Karte von Johannes Mejer. Die roten Linien geben den heutigen Küstenverlauf an.

Die zweite Marcellusflut, auch: Mandrankels, Grote Madetuen oder Grote Mandrenke („große Manntränke, großes Ertrinken“), bezeichnet eine verheerende Sturmflut im 14. Jahrhundert an der Nordseeküste von Ostfriesland bis Nordfriesland. Laut späterer Überlieferung begann sie am 15. Januar 1362, erreichte am 16. Januar – dem Tag Marcelli Pontificis, das heißt des heiliggesprochenen Papstes Marcellus I., nach welchem sie den Namen Marcellusflut erhielt – ihren Höhepunkt und fiel erst am 17. Januar wieder ab. In dieser Flut sollen die nordfriesischen Uthlande zerrissen sein. Rund 100.000 Hektar Land, darunter viel fruchtbares Kulturland, gingen verloren. Zwischen Elbe und Ripen sollen der Überlieferung nach zehntausende Menschen ums Leben gekommen sein. Rungholt, der damals größte Handelsort des Nordens, ging verloren.
Die Entstehung von Dollart, Leybucht und Jadebusen wurde mit diesem Datum verbunden. Zeitgenössische Quellen in England, Holland und Bremen berichten ausschließlich über einen Sturm aus dem Westen, Südwesten und Süden, der die südliche Nordseeküste verschont haben wird. In der deutschen Küstenforschung des 20. Jahrhunderts nahm die Sturmflut jedoch seit Carl Woebcken eine Schlüsselstellung ein, wobei sie für einen großen Teil des spätmittelalterlichen Landverlusts verantwortlich gemacht wurde. Die holländische Küstenforscherin Elisabeth Gottschalk war, jedenfalls für die Niederlande, „äußerst skeptisch, [weil sie] keine einzige maßgebliche zeitgenössische Quelle“ vorfand, die für die massive Wirkung dieser Sturmflut den Beweis lieferte.

## Die Flut in Nordfriesland

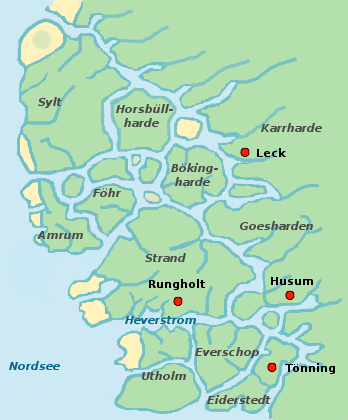
Nordfriesische Uthlande vor der zweiten Marcellusflut 1362

## Ostfriesland und Oldenburg

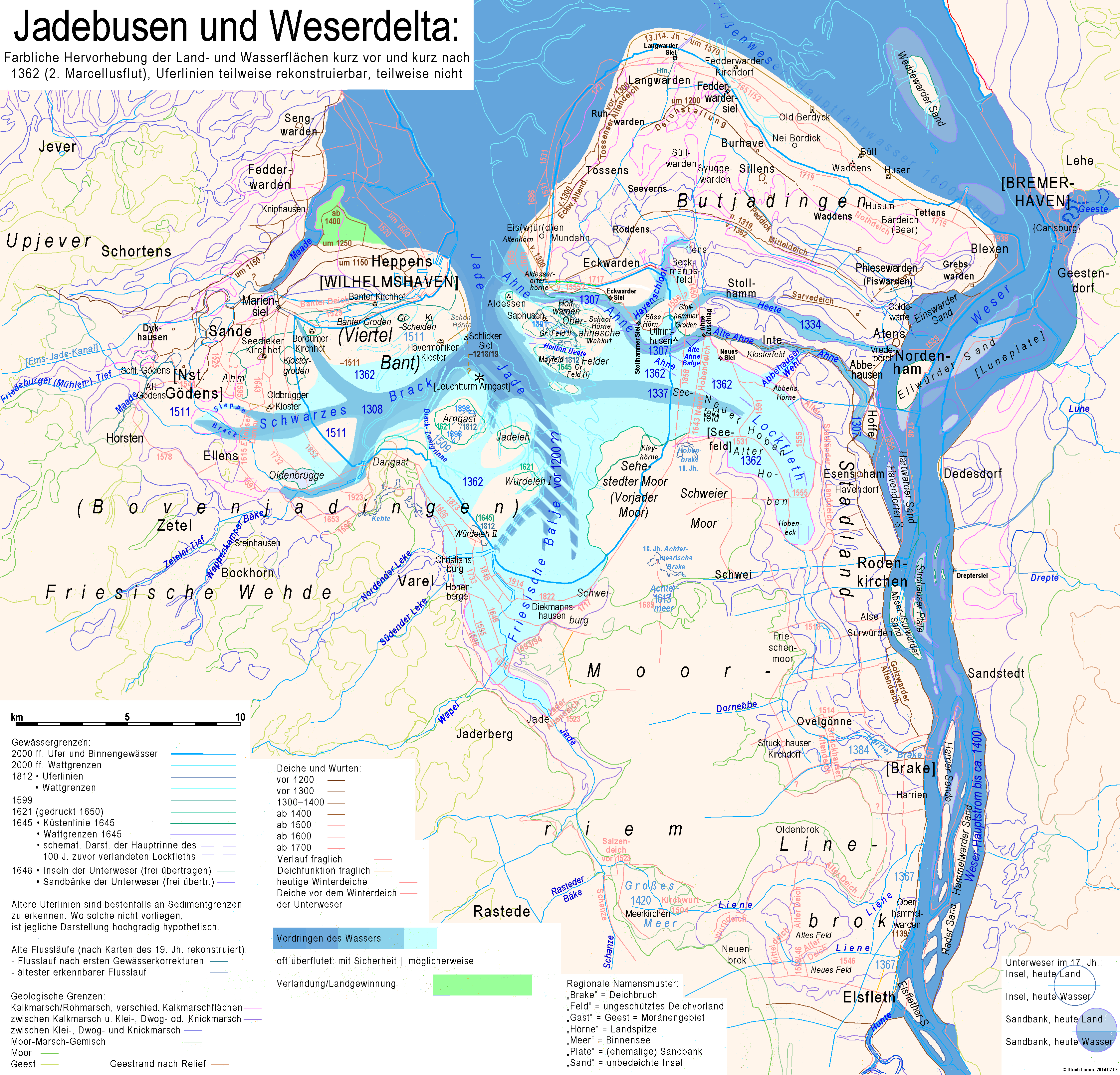
Maade, Jade und Unterweser um 1362